# Liga Superior de Baloncesto Boliviano Femenino 2017

## Equipos participantes
| Equipo           | Ciudad     |
| ---------------- | ---------- |
| Tenis            | La Paz     |
| Carl A-Z         | Oruro      |
| La Salle Olympic | Cochabamba |
| Santa Rosa       | Potosí     |
| Naismith         | Chuquisaca |
| UCB              | Santa Cruz |

## Fase Final
La única fase del torneo tendría como sede la ciudad de Sucre, los partidos se jugaron los días, 21, 22, 23, 24 y 25 de junio.

### Sede (Sucre)

#### Tabla de posiciones
| Equipo                  | PJ | PG | PP | CF  | CC  | DIF  | Pts |
| ----------------------- | -- | -- | -- | --- | --- | ---- | --- |
| Tenis (La Paz)          | 5  | 5  | 0  | 378 | 277 | +101 | 10  |
| Carl A-Z (Oruro)        | 5  | 4  | 1  | 360 | 280 | +80  | 9   |
| La Salle Olympic (Cbba) | 5  | 3  | 2  | 292 | 247 | +45  | 8   |
| Santa Rosa (Potosí)     | 5  | 2  | 3  | 274 | 312 | -38  | 7   |
| Naismith (Sucre)        | 5  | 1  | 4  | 254 | 313 | -59  | 6   |
| UCB (Santa Cruz)        | 5  | 0  | 5  | 248 | 377 | -129 | 5   |

- Tabla realizada con la app "Mis Torneos".

TENIS DE LA PAZ ASCIENDE A LA LIBOBÁSQUET
CARL A-Z DE ORURO ASCIENDE A LA LIBOBÁSQUET

#### Fixture
| Naismith   | 68 - 56 | UCB              | Tito Alfred | 21 de junio |  |
| Tenis      | 77 - 61 | Carl A-Z         | Tito Alfred | 21 de junio |  |
| Santa Rosa | 38 - 64 | La Salle Olympic | Tito Alfred | 21 de junio |  |

| Tenis    | 79 - 59 | UCB              | Tito Alfred | 22 de junio |  |
| Naismith | 39 - 57 | Santa Rosa       | Tito Alfred | 22 de junio |  |
| Carl A-Z | 59 - 53 | La Salle Olympic | Tito Alfred | 22 de junio |  |

| UCB      | 44 - 84 | Carl A-Z         | Tito Alfred | 23 de junio |  |
| Naismith | 44 - 48 | La Salle Olympic | Tito Alfred | 23 de junio |  |
| Tenis    | 89 - 55 | Santa Rosa       | Tito Alfred | 23 de junio |  |

| Carl A-Z         | 73 - 52 | Santa Rosa | Tito Alfred | 24 de junio |  |
| Naismith         | 49 - 69 | Tenis      | Tito Alfred | 24 de junio |  |
| La Salle Olympic | 74 - 42 | UCB        | Tito Alfred | 24 de junio |  |

| Tenis      | 64 - 53 | La Salle Olympic | Tito Alfred | 25 de junio |  |
| Naismith   | 54 - 83 | Carl A-Z         | Tito Alfred | 25 de junio |  |
| Santa Rosa | 72 - 47 | UCB              | Tito Alfred | 25 de junio |  |